# Участок «Степной»
Участок «Степной» — памятник природы регионального (областного) значения Московской области, который включает ценные в экологическом, научном и эстетическом отношении природные комплексы, а также природные объекты, нуждающиеся в особой охране для сохранения их естественного состояния:
- обособленный фрагмент высокой поймы реки Оки;
- сообщества многовидовых полидоминантных остепненных пойменных злаково-разнотравных лугов;
- места произрастания и обитания редких видов животных, занесенных в Красную книгу Московской области.

Памятник природы основан в 1986 году. Местонахождение: Московская область, городской округ Пущино, в 200 м к северу от улицы Строителей, фрагмент правобережной поймы реки Оки, отделенный протокой. Общая площадь памятника природы составляет 28,98 га. Территория памятника природы включает обособленный фрагмент поймы реки Оки, со всех сторон ограниченный частично пересыхающими протоками и руслом реки.

## Описание
Территория памятника природы расположена в прирусловой части высокой аккумулятивной поймы реки Оки. Абсолютные высоты поверхности варьируют от 107,3 м над у.м. (отметка уреза воды реки Оки) на северной границе до 117 м над у.м. (вершина пойменной гривы) в центральной части памятника природы.
Дочетвертичный фундамент представлен пластами пород нижнего карбона. Большая часть территории памятника природы подстилается более молодыми тарусскими известняками, а его северо-восточный сектор — более древними веневскими известняками с прослойками глин и песков. Коренные породы перекрыты аллювиальными супесями, песками и суглинками.
Памятник природы включает фрагмент высокой поймы реки Оки, расположенный на активно намываемом участке выпуклого правого берега.
Фрагмент высокой поймы представляет собой гривистую аккумулятивную форму длиной до одного километра, шириной до 250 м. Основная поверхность высокой поймы расположена на высотах от 115 м над у.м. до 117 м над у.м. Максимальные высоты территории отмечаются в осевой части пойменной гривы, пролегающей с юго-запада на северо-восток. Поверхность осложнена биогенными формами рельефа — кочками гнезд земляных муравьев (диаметром 0,2—0,4 м и высотой 0,3—0,4 м).
Уступ высокой поймы высотой до 9 м над урезом воды, имеет крутизну до 45° (60°), наиболее пологие уступы (7—15°) сформировались в западной оконечности памятника природы.
С северо-запада и с юга пойменный уступ окаймляется частично пересыхающими межгривными понижениями шириной 25-50 м, протянувшимися вдоль границ памятника природы. Зачастую, во время половодья понижения заполняются водой, и фрагмент гривистой высокой поймы образует остров. Северо-восточная оконечность памятника природы омывается руслом реки Оки.
Современные рельефообразующие процессы территории представлены аккумулятивными русловыми, старинными и склоновыми процессами (на уступе высокой поймы).
Почвенный покров памятника природы представлен преимущественно аллювиальными светло- и темногумусовыми (на высокой пойме), а также аллювиальными перегнойно-глеевыми (в пересыхающих протоках) почвами.

### Флора и растительность
Основу травостоя составляют: жабрица порезниковая, мятлик узколистный, кострец безостый, василистник малый, василек шероховатый, подмаренники мягкий и настоящий, горошки тонколистный и мышиный, земляника зелёная, или клубника, тысячелистник обыкновенный, осока ранняя, хвощ луговой, пижма обыкновенная и шалфей луговой (редкий и уязвимый вид, не включенный в Красную книгу Московской области, но нуждающийся на территории области в постоянном контроле и наблюдении). Обилие этих видов постоянно высокое, они встречаются по всей территории памятника природы и обеспечивают красочность пойменных лугов охраняемой территории.
С меньшим обилием здесь произрастают овсяница луговая, ежа сборная, герань луговая, мордовник шароголовый, астрагал нутовый, вьюнок полевой, вейник наземный, молочай прутьевидный, или м. Вальдштейна, скабиоза бледно- жёлтая, тимофеевка луговая, бедренец камнеломка, борщевик сибирский, льнянка обыкновенная, колокольчик скученный, зопник клубненосный, стальник пашенный, козлобородник луговой, репешок обыкновенный, полынь обыкновенная и равнинная, пырей ползучий, щавель пирамидальный, полевица гигантская, колокольчик болонский (редкий и уязвимый вид, не включенный в Красную книгу Московской области, но нуждающийся на территории области в постоянном контроле и наблюдении), овсяница валисская, или типчак, спаржа лекарственная, коровяк чёрный, гвоздика Фишера, бодяк полевой, василек луговой, вероники широколистная и дубравная, лук огородный, синеголовник плосколистный, лапчатка серебристая, щавель малый, подорожники ланцетный и степной, тимофеевка степная, короставник полевой.
Под группами древесных ив — ломкой и белой — чаще встречаются полынь обыкновенная, лопух паутинистый, ежа сборная, крапива двудомная, борщевик сибирский, будра плющевидная, пырей ползучий и бодяк полевой.
По границе высокой поймы и ивняков обилен белокопытник гибридный, полынь обыкновенная, бодяк полевой, щавель густой.

### Фауна
Животный мир памятника природы характерен и репрезентативен для естественных пойменных комплексов долины реки Оки. В границах памятника природы и на непосредственно примыкающих территориях отмечено обитание 55 видов наземных позвоночных животных, в том числе 3 видов земноводных, 1 вида пресмыкающихся, 44 видов птиц и 7 видов млекопитающих.
Основу населения наземных позвоночных животных памятника природы составляют типичные луговые и опушечные виды, преимущественно представители лесостепного фаунистического комплекса. К ним относятся обыкновенный крот, обыкновенная бурозубка, обыкновенная полёвка, заяц-русак, серая куропатка, перепел, коростель, полевой жаворонок, жёлтая трясогузка, обыкновенный жулан, сорока, серая славка, луговой чекан, полевой воробей, обыкновенная овсянка. На лугах можно встретить кормящихся сизых голубей, чёрных стрижей, ласточек-береговушек и воронков, белых трясогузок, скворцов, грачей.
В обрамляющих территорию памятника природы ивовых насаждениях и кустарниковых зарослях встречаются малая лесная мышь, обыкновенная кукушка, белоспинный дятел (занесён в Красную книгу Московской области), малый пёстрый дятел, иволга, болотная и садовая камышевки, садовая славка, пеночки весничка и трещотка, мухоловка-пеструшка, обыкновенный соловей, чёрный дрозд, большая синица, лазоревка, обыкновенный поползень, зяблик, зеленушка, щегол, обыкновенная чечевица. По берегам проток обычны травяные, прудовые и молодые озёрные лягушки; встречаются обыкновенный уж (занесен в Красную книгу Московской области), американская норка.
Над поймой регулярно пролетают чёрный коршун (занесен в Красную книгу Московской области), сизые чайки, ворон. Повсеместно встречаются серая ворона, лисица.
В пределах памятника природы и в его ближайших окрестностях отмечен ряд характерных для пойменных лугов видов насекомых, в том числе махаон, многоцветница чёрно-жёлтая, или чёрно-рыжая, голубянка дафнис, или зубчатая, желтушка ракитниковая, желтушка обыкновенная, сатир волоокий. Первые четыре из указанных видов занесены в Красную книгу Московской области.

## Объекты особой охраны памятника природы
Охраняемые экосистемы: обособленный фрагмент гривистой поймы реки Оки с многовидовыми полидоминантными остепненными пойменными злаковоразнотравными лугами с группами древесных ив и комплексом видов животных, характерных для пойменных сообществ.
Охраняемые в Московской области, а также иные редкие и уязвимые виды растений и их местообитания (виды, являющиеся редкими и уязвимыми таксонами, не включенные в Красную книгу Московской области, но нуждающиеся на территории области в постоянном контроле и наблюдении): колокольчик болонский, шалфей луговой.
Охраняемые в Московской области, а также иные редкие и уязвимые виды животных и их местообитания:
- виды, занесенные в Красную книгу Московской области: обыкновенный уж, чёрный коршун, белоспинный дятел, махаон, многоцветница чёрно-жёлтая, или чёрно-рыжая, голубянка дафнис, или зубчатая, желтушка ракитниковая.
- виды, являющиеся редкими и уязвимыми таксонами, не внесенные в Красную книгу Московской области, но нуждающиеся на территории области в постоянном контроле и наблюдении: серая куропатка, перепел, желтушка обыкновенная, или луговая, дневной павлиний глаз, сатир волоокий.